# El Cañigral
El Cañigral es un pueblo abandonado de Teruel, Aragón, España. Pertenece a la localidad de Albarracín. Está situado en plena Sierra de Albarracín, en las coordenadas 40º 11' 54 N - 1º 27' 10 O, al sur de la provincia, próximo a Alobras y linda con la provincia de Cuenca.
La mayoría de las casas de este municipio se encuentran en ruinas. Sin embargo, se conserva en relativo buen estado el colegio y la ermita.
El progresivo abandono del pueblo se produjo durante el franquismo.
Durante los años 80 lo habitaban 6 personas y en los 90 solamente 1 habitante, natural de la vecina localidad conquense de Salinas del Manzano, que adquirió y rehabilitó una casa junto a la carretera.
El visitante experimenta una experiencia extraña al adentrarse en el colegio, carente de todo mobiliario y lleno de pintadas.
- Datos: Q13049488